# 제2경인선
제2경인선(第二京仁線)은 서울특별시 동작구에 위치한 노량진역과 인천광역시 연수구에 신설될 청학역을 이을 광역철도 노선이었다.

## 역사
- 2019년 5월 27일: 부천시 · 시흥시, 사전타당성 용역 추진.
- 2019년 7월 5일: 기획재정부 재정사업평가위원회, 예비타당성 조사 착수 결정
- 2019년 9월 25일: 인천광역시 · 시흥시 · 부천시, 노선 수정 요청
- 2021년 4월 22일: 제4차 국가철도망 구축계획, 청학동~노온사동 구간 반영
- 2021년 6월 29일: 제4차 국가철도망 구축계획 확정
- 2021년 7월 5일: 제4차 국가철도망 구축계획 확정 고시 (국토교통부 고시 제2021-936호)
- 2021년 7월 5일: 제4차 대도시권 광역교통시행계획 최종 확정
- 2023년 5월 10일: 사업 계획 취소

## 역 목록
- 미개통역의 역명은 미정이므로 임의로 설정.

| 역명     | 로마자 역명      | 한자 역명 | 접속 노선                                | 역간 거리 | 영업 거리 | 소재지     | 소재지   | 비고 |
| -------- | ---------------- | --------- | ---------------------------------------- | --------- | --------- | ---------- | -------- | ---- |
| 노량진   | Noryangjin       | 鷺梁津    | ● 수도권 전철 1호선                      |           |           | 서울특별시 | 동작구   |      |
| 대방     | Daebang          | 大方      | ● 수도권 전철 1호선 ● 서울 경전철 신림선 |           |           | 서울특별시 | 영등포구 |      |
| 신길     | Singil           | 新吉      | ● 수도권 전철 5호선                      |           |           | 서울특별시 | 영등포구 |      |
| 영등포   | Yeongdeungpo     | 永登浦    | ● 수도권 전철 1호선                      |           |           | 서울특별시 | 영등포구 |      |
| 신도림   | Sindorim         | 新道林    | ● 서울 지하철 2호선                      |           |           | 서울특별시 | 구로구   |      |
| 구로     | Guro             | 九老      | ● 수도권 전철 1호선                      |           |           | 서울특별시 | 구로구   |      |
| 철산     | Cheolsan         | 鐵山      | ● 서울 지하철 7호선                      |           |           | 경기도     | 광명시   |      |
| 하안     | Haan             | 下安      |                                          |           |           | 경기도     | 광명시   |      |
| 노온사   | Noonsa           | 老溫寺    |                                          |           |           | 경기도     | 광명시   |      |
| 범박옥길 | BumbakOkgil      | 範朴玉吉  |                                          |           |           | 경기도     | 부천시   |      |
| 은계     | Eungye           | 銀桂      |                                          |           |           | 경기도     | 시흥시   |      |
| 신천     | Sincheon         | 新川      | ● 수도권 전철 서해선                     |           |           | 경기도     | 시흥시   |      |
| 서창     | Seochang         | 西昌      |                                          |           |           | 인천광역시 | 남동구   |      |
| 도림     | Dorim            | 桃林      |                                          |           |           | 인천광역시 | 남동구   |      |
| 인천논현 | Incheon Nonhyeon | 仁川論峴  | ● 수도권 전철 수인·분당선                |           |           | 인천광역시 | 남동구   |      |
| 신연수   | Sinyeonsu        | 新延壽    | ● 인천 도시철도 1호선                    |           |           | 인천광역시 | 연수구   |      |
| 청학     | Cheonghak        | 靑鶴      |                                          |           |           | 인천광역시 | 연수구   |      |